# Meriç Aral
Meriç Aral (Estambul, 17 de noviembre de 1988) es una actriz y podcaster turca. Es conocida por protagonizar la serie Medcezir y Söz.

## Vida
Nació en 1988 siendo hija de una familia llena de abogados. Ella tiene una hermana llamada Ayşe. Se graduó de la Facultad de Derecho de la universidad Bilgi de Estambul. También estudió en el departamento de literatura. Trabajó durante un corto tiempo como asistente de cine. 

## Carrera
Comenzó a actuar en televisión luego de una pasantía. Hizo su primera experiencia en la serie de televisión Sultan, durante ese tiempo comenzó a estudiar actuación. Se hizo conocida internacionalmente por su papel de en Medcezir. Luego tuvo un pequeño rol en la película Unutursam Fisilda, dirigida por Çağan Irmak. En el siguiente año, protagonizó la serie de televisión Yüksek Sosyete y las películas Hesapta Aşk y Cingöz Recai: The Return of a Legend.
En 2017 obtuvo un rol protagónico en la serie de televisión Söz, que se transmitió en Star TV entre 2017 y 2019. Luego interpretó al personaje de Beril en la película We Are Boyle, que se estrenó en enero de 2020. Actualmente se desempeña interpretando a Ayşe en la serie Kırmızı Oda.￼

## Filmografía

### Películas
| Año         | Título         | Personaje     | Papel        |
| ----------- | -------------- | ------------- | ------------ |
| 2012        | Sultan         | Diyar         | Secundaria   |
| 2014 - 2015 | Medcezir       | Hale          | Secundaria   |
| 2016        | Yüksek Sosyete | Ece           | Protagonista |
| 2017 - 2019 | Söz            | Eylem Mercier | Protagonista |
| 2020 - 2021 | Kırmızı Oda    | Ayşe Gölge    | Protagonista |

| Año  | Título            | Personaje | Papel        |
| ---- | ----------------- | --------- | ------------ |
| 2013 | Balayı            | –         | Protagonista |
| 2014 | Muska             | Melis     | Secundaria   |
| 2014 | Unutursam Fisilda | –         | Secundaria   |
| 2015 | Hesapta Aşk       | Ezgi      | Protagonista |
| 2017 | Cingoz Recai      | Filiz     | Secundaria   |
| 2018 | Yanımda Kal       | Zeynep    | Protagonista |
| 2020 | Biz Böyleyiz      | Beril     | Protagonista |

- Datos: Q47499826